# 2010년 아이티 지진
2010년 아이티 지진은 2010년 1월 13일 한국시각 오전 6시 53분 9초, 1월 12일 현지 시각 오후 4시 53분 9초에 아이티에서 발생한 지진이다. 아이티의 수도인 포르토프랭스 인근 지표면으로부터 13km 깊이에서 발생했다.
이 지진으로 아이티 대통령궁(르네 프레발 아이티 대통령은 무사했다.)과 국회 의사당을 포함한 포르토프랭스의 주요 건물들이 붕괴했거나 손상됐으며, 감옥, 공항, 병원과 같은 시설도 폐쇄됐다. 그리고, 포르토프랭스의 교도소가 무너져 약 4000명에 이르는 수감자가 탈출했다. 국제 적십자 위원회는 이번 지진으로 인해 피해를 입은 인구가 아이티 전체 인구의 1/3인 300만 명에 이를 것으로 추산한 바 있었다. 실제 사망자는 22만 명이 넘었으며 부상자 수는 30만 명에 달하였다.

## 원인
규모는 7.0이며 원인은 중앙아메리카 카리브해의 섬나라 아이티, 이 지역은 두 개의 서로 다른 지각판이 충돌하는 지점이다. 북쪽에는 북아메리카판이, 남쪽엔 카리브판이 수평으로 엇갈리면서 10년에 20cm씩 이동하며 서로 충돌하고 있었다. 150년 동안 거대한 두 지각판이 3m 정도 움직이면서 쌓인 엄청난 에너지가 이번 지진으로 한꺼번에 분출된 것으로 분석된다.

## 전개과정

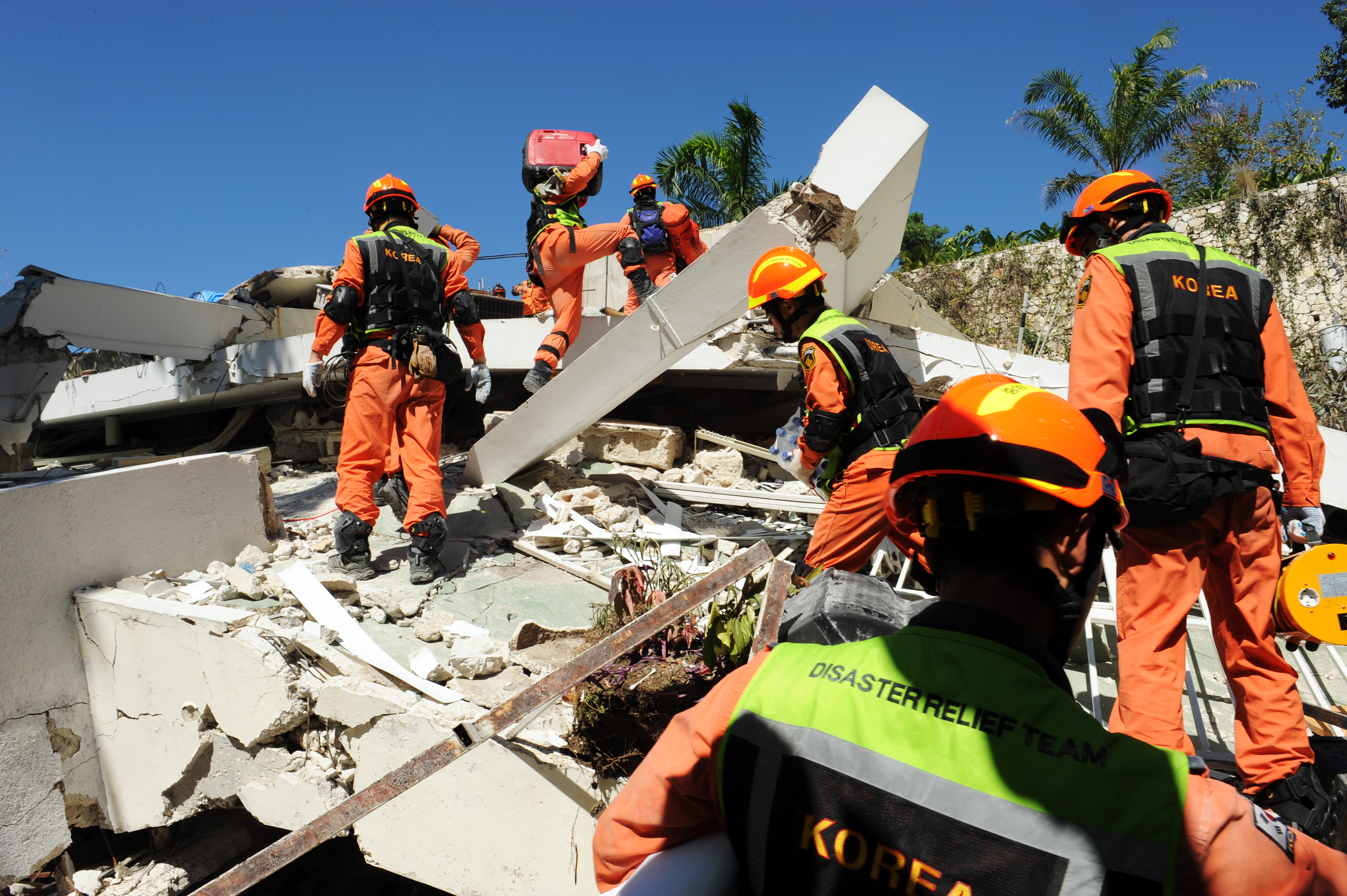
중앙119구조단 활동 모습

- 이번 지진은 포르토프랭스에서 남남서쪽으로 약 15km 떨어진 곳에서 발생했다. 이곳은 북아메리카판과 카리브판 또는 고나브 미판의 경계인 엔리퀼로-플렌테인 가든 단층(Enriquillo-Plaintain Garden)선상으로,[12] 카리브판이 북아메리카판에 대해 해마다 20mm씩 동쪽으로 이동하는 북쪽 경계 부근이다.
- 포르토프랭스와 교외 지역에서는 수정 메르칼리 진도 계급으로 VII-IX에 해당하는 진동이 기록되었다. 진동은 아이티 인근 국가에서도 관측되었는데, 같은 히스파니올라섬을 공유하는 도미니카 공화국의 산토도밍고에서 진도 III을 포함하여 쿠바, 자메이카, 베네수엘라에서도 진동이 관측되었다.
- 첫 지진 이후 여진은 2시간동안 6차례 발생했고, 9시간동안 26차례 발생했다.[13]
- 지진으로 인해 아이티의 주변 국가들에 쓰나미 경보를 발령했다.
- 이 지진으로 대한민국은 아이티에 1000만달러 지원과 함께, 119구조대와 구조견, 단비 부대를 급파했다. 세계 각국의 NGO에서 아이티를 돕기위한 모금활동을 활발히 전개하고 있다.
- 1월 20일 20시 03분 44초(UTC) 모멘트 규모 5.9 (Mw)의 지진이 포르토프랭스 서남서쪽 55km 부근에서 발생하였다.[14]
- 한편, 대한민국 외교통상부는 지진 직후인 1월 14일에 여행경보단계를 '4단계-여행금지' 다음으로 강력한 '3단계-여행제한'경보를 발령했다가 2011년 10월 12일에 Nord, Nord-Est주에 대한 여행경보를 2단계로 하향조정했다.(이전에는 여행경보 3단계'여행제한'이었음.)

## 같이 보기
- 2004년 인도양 지진해일
- 2018년 아이티 지진
- 2021년 아이티 지진
- 2010년 지진
- 아이티의 지진 목록